# Ablabys binotatus
Espèce
Synonymes
- Apistus binotatus Peters, 1855
- Amblyapistus binotata Peters, 1855
- Amblyapistus binotatus Peters, 1855
- Amblyapistus marleyi Regan, 1919
- Amblyapistus taenionotus non Cuvier, 1829

Ablabys binotatus est une espèce de poisson du genre Ablabys, appartenant à la famille des Scorpaenidés.

## Description
Ablabys binotatus peut mesurer jusqu'à 15 cm.

## Habitat
Cette espèce vit dans des zones peu profondes parmi les algues et les plantes.

## Répartition
Cette espèce vit dans l'océan Indien, à Zanzibar, en Tanzanie et en Afrique du Sud, à l'embouchure du fleuve Xora. L'espèce se reproduirait peut-être aux Seychelles.